# Ocean strachu
Ocean strachu (tytuł oryg. Open Water) – amerykański niezależny film fabularny z 2003 roku, oparty na autentycznych zdarzeniach, których bohaterami byli małżonkowie, Tom i Eileen Lonergan.
16 stycznia 2004 roku zaprezentowany został podczas Sundance Film Festival. Niespełna cztery miesiące później, 14 maja, odnotował swoją premierę na Cannes Film Market.

## Zarys fabuły
Para głównych bohaterów, Daniel i Susan, spędza wakacje na Bahamach. Gdy wraz z grupą nurków wypływają na środek oceanu, dochodzi do nieszczęśliwego wypadku – nieostrożna załoga odpływa statkiem, pozostawiając ich morskim głębinom.

## Obsada
- Blanchard Ryan jako Susan Watkins
- Daniel Travis jako Daniel Kintner
- Saul Stein jako Seth
- Michael E. Williamson (w czołówce jako Michael Williamson) jako Davis
- Cristina Zenarro (w czołówce jako Cristina Zenaro) jako Linda
- John Charles (w czołówce jako Jon Charles) jako Junior
- Estelle Lau jako Estelle (poza czołówką)
- Steve Lemme jako nurek (poza czołówką)